# Itsy Bitsy Teenie Weenie Yellow Polka Dot Bikini
Itsy Bitsy Teenie Weenie Yellow Polka Dot Bikini ist ein Popsong von Paul Vance (Text) und Lee Pockriss (Musik), der 1960 durch Brian Hyland bekannt wurde. Der Millionenseller entwickelte sich zum Evergreen.

## Entstehungsgeschichte

Brian Hyland - Itsy Bitsy Teenie Weenie Yellow Polka Dot Bikini (Plattenlabel: Leader)

Paul Vance und Lee Pockriss arbeiteten bereits seit 1957 mit 349 bzw. 517 bei der ASCAP urheberrechtlich registrierten Titeln als professionelles Autorenteam. Hintergrund des Songs ist eine wahre Begebenheit. Texter Paul Vance hatte eine zweijährige Tochter, die in ihrem gelben gepunkteten Kinder-Bikini am Strand spielte. Sie inspirierte ihren Vater zur Hookline des Songs. Vance involvierte seinen Autorenpartner Lee Pockriss zwecks Komplettierung, ließ eine Demoaufnahme anfertigen und bot den Song dem Musikverleger George Pincus an. Der ungewöhnliche Titel fand die Aufmerksamkeit von Dave Kapp, dem Plattenboss des Independent-Labels Kapp Records. Er hatte gerade für das Tochterlabel Leader den 16-jährigen High-School-Schüler Brian Hyland unter Vertrag genommen. 
Vance war bezüglich der Leistung des vorgesehenen Musikproduzenten Richard Wolfe skeptisch und nahm deshalb mit Verleger Pincus an der Aufnahmesession am 6. Juni 1960 mit dem Orchester John Dixon teil. Vance kritisierte die Produktion, weil sie nach seiner Auffassung nicht nahe genug an der Demoaufnahme orientiert war, was Produzent Wolfe ablehnte. Da jedoch noch eine halbe Stunde Aufnahmezeit verblieb, konnte sich Vance mit einem zweiten Take durchsetzen. Labelchef Kapp hielt den Text zunächst für gewagt, doch Vance konnte Kapp davon überzeugen, dass ein humorvoller Text nicht riskant sein könne. 

## Text
Die sprachliche Konstruktion des Musiktitels „Itsy Bitsy“ gehört zu den umgangssprachlichen Reduplikationsreimen und bedeutet „klitzeklein, winzig“, abgeleitet von bit („bisschen“). Auch „teeny-weeny“ heißt „sehr klein“, abgeleitet von weeny („winzig“). „Polka dot“ bedeutet „gepunktet“ und ist seit 1857 im amerikanischen Sprachgebrauch. Das Punktemuster kam 1926 in den USA in Mode, als Miss America in einem gepunkteten Badeanzug siegte. Am 18. November 1928 trug Walt Disneys Zeichentrickfigur Minnie Maus ein gepunktetes Kleid im Kurzfilm Steamboat Willie, seither ist es ihr Markenzeichen. 
Der Text erzählt die Geschichte eines Mädchens, das die Umkleidekabine nicht verlassen möchte, weil es dann zum ersten Mal seinen knappen, gelb gepunkteten Bikini zeigen würde. Nachdem sie trotzdem den Weg ins Wasser gefunden hatte, fehlt ihr der Mut, wieder aus dem Wasser herauszukommen und riskiert dabei sogar blaue Lippen. Ungewöhnlich war zum Ende der Strophe während eines instrumentalen Breaks die von Trudy Packer gesprochene Zeile „(one), two, three, four, tell the people what she wore“ (eins, zwei, drei, vier, sag den Leuten, was sie trug). Mit dieser Überleitung bereitet sie den Hörer auf die nächste Strophe vor.

## Veröffentlichung und Erfolg

Brian Hyland - Itsy Bitsy Teenie Weenie Yellow Polka Dot Bikini

Itsy Bitsy Teenie Weenie Yellow Polkadot Bikini / Don't Dilly Dally, Sally wurde als Single zunächst auf dem Kapp-Sublabel Leader (L # 805) veröffentlicht. Um den Verkauf anzukurbeln, wurde es ab Mai 1960 vom bekannteren Mutterlabel Kapp Records (# 342) vertrieben. Auf beiden Labels wurde die orthografisch falsche Form „Polkadot“ (Punktmuster) gewählt. In den Printmedien setzte sich jedoch bald die richtige Schreibweise „Polka Dot“ durch. Nach Eintritt in die US-Pop-Hitparade im Juli 1960 erreichte der Novelty Song am 8. August 1960 für eine Woche Platz eins und in Großbritannien Rang 8. Er verkaufte sich innerhalb von zwei Monaten eine Million, insgesamt über zwei Millionen Mal und entwickelte sich zum Sommerhit des Jahres 1960. Das Lied löste in den USA einen Verkaufsboom für Bikinis aus. Im Film Eins, Zwei, Drei von Billy Wilder, der in Deutschland am 18. Dezember 1961 Premiere hatte, wird das Lied verwendet, um einen von Horst Buchholz gespielten, vermeintlichen US-amerikanischen Spion durch ständiges Vorspielen des Liedes durch Schlafentzug zu foltern und so zum Geständnis zu zwingen.

## Coverversionen
Der Song wurde in 14 Sprachen übersetzt. Unter den mindestens 86 Coverversionen sind Paul Rich (Juli 1960) und Ronnie Cord, der unter dem Titel Biquíni de Bolinha Amarelinha Tão Pequenininho eine portugiesische Version herausbrachte (LP Ronnie Cord, Copacabana CLP 11.164; Oktober 1960). 

Im Juli 1960 wurde von Club Honolulu (Caterina Valente und ihr Bruder Silvio Francesco) unter dem Titel Itsy Bitsy Teenie Weenie Honolulu-Strand-Bikini eine Version mit einem deutschen Text von Günter Loose aufgenommen; sie verkaufte sich über 250.000 Mal und erreichte in den deutschen Charts ebenfalls den ersten Platz. Diesen Text nutzten auch Jan & Kjeld im Dezember 1960. Der Itsy Bitsy Teenie Weenie Honolulu-Strand-Bikini inspirierte 1987 die Band Die Toten Hosen zu einer Punk-Version auf ihrem Album Never Mind The Hosen – Here’s Die Roten Rosen.
Dalida war mit der französischen Version Itsi bitsi, petit bikini ab 12. Dezember 1960 für vier Wochen auf Rang eins in der französischen Hitparade, gleichzeitig veröffentlicht mit Johnny Hallydays Cover (September 1960). Innerhalb eines Medleys kommt der Hit auf Stars on 45 aus dem Mai 1981 vor. Bombalurina brachten ihre Fassung für drei Wochen auf den ersten Rang der britischen Charts (August 1990) und machten ihn nochmals zum Millionenseller.
Das Lied wurde auch von Günther & The Sunshine Girls im Eurodance-Song Teeny Weeny String Bikini gesampelt, der 2004 die Spitze der schwedischen Charts erreichte.